# Питър ван ден Хогенбанд
Питър ван ден Хогенбанд (роден на 14 март 1978 в Маастрихт) е нидерландски плувец и треньор по плуване.
Той е трикратен олимпийски шампион. Ван ден Хогенбанд е първият атлет, успял да достигне финалите на 100 метра свободен стил 4 поредни пъти – на Олимпийски игри. През декември 2008 г. обявява, че се оттегля от състезателната си кариера, но продължава активна дейност в плувния спорт – например като коментатор по време на Олимпийските игри през 2012.

## Спортна кариера

### Олимпийски игри 1996
По време на игрите в Атланта, ван ден Хогенбанд – тогава на 18 години – успява да впечатли, постигайки добри резултати:
- 4-то място на 100 метра свободен стил
- 4-то място на 200 метра свободен стил
- 5-о място на 4х100 метра свободен стил
- 7-о място на 4х200 метра свободен стил

### Олимпийски игри 2000
- Златен медал на 100 метра свободен стил с време 48.30 секунди
- Златен медал на 200 метра свободен стил с време 1:45.35 минути
- Бронзов медал на 50 метра свободен стил с време 22.03 секунди
- Бронзов медал на 4х200 метра свободен стил с време 7:12.70 минути

### Олимпийски игри 2004
- Златен медал на 100 метра свободен стил с време 48.17 секунди
- Сребърен медал на 200 метра свободен стил с време 1:45.23 минути
- Сребърен медал на 4х100 метра свободен стил с време 3:14.36 минути

### Олимпийски игри 2008
Ван ден Хогенбанд взема участие в дисциплината 100 метра свободен стил, където завършва на пето място. Това е последното му състезание на Олимпийски игри. На полуфинала успява да подобри националния рекорд на Холандия, който е поставен от самия него през 2000 година. Новият рекорд е с време 47.68 секунди.